# Серино (Авелино)
Серино (итал. Serino) је насеље у Италији у округу Авелино, региону Кампанија.
Према процени из 2011. у насељу је живело 7041 становника. Насеље се налази на надморској висини од 414 м.

## Становништво
Према резултатима пописа становништва 2011. у општини је живело 7.129 становника.
| 1931. | 1936. | 1951. | 1961. | 1971. | 1981. | 1991. | 2001. | 2011. |
| ----- | ----- | ----- | ----- | ----- | ----- | ----- | ----- | ----- |
| 5.933 | 6.337 | 7.311 | 6.994 | 6.205 | 6.926 | 6.896 | 7.041 | 7.129 |

## Партнерски градови
- Баја Маре